# Fürstbistum Samland
Das Fürstbistum Samland war das weltliche Territorium der Bischöfe von Samland im Deutschordensstaat. Es lag überwiegend in der Landschaft Samland, verteilt auf mehrere Exklaven, die vom Gebiet des Deutschordensstaates umschlossen waren. Dazu kamen Besitzungen und anteilige Rechte in der Stadt Königsberg, insbesondere (ab 1322) die unmittelbare Umgebung des Königsberger Doms. Das Fürstbistum Samland wurde im Jahre 1257 begründet und im Jahre 1525 aufgelöst.

## Geschichte

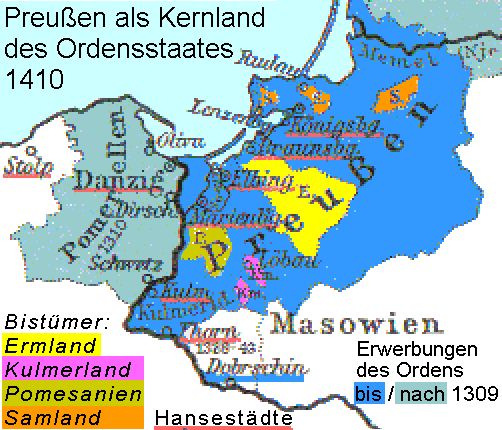
Das Fürstbistum Samland ist orange eingefärbt.

Nach der Eroberung des Samlands durch König Ottokar von Böhmen und der Anlage der Stadt Königsberg wurde im Jahre 1257 die Teilung des Bistums Samland zwischen dem Deutschen Orden und dem Bischof von Samland beschlossen. Zuerst einigte man sich auf eine Abgrenzung der jeweiligen Rechte im Bereich der Stadt Königsberg. Dabei kam das spätere Gebiet der Altstadt Königsberg an den Deutschen Orden. Im folgenden Jahr wurde auch die Teilung des Landes in Angriff genommen. Durch Schiedsspruch des Landmeisters Gerhard von Herzberg vom 3. März 1258 wurde das bereits eroberte und besiedelte Gebiet in mehrere Teile aufgeteilt, von denen der Bischof einen Anspruch auf ein Drittel der Gesamtmasse hatte. Im Jahre 1352 kam es zu einer zweiten Hauptteilung zwischen Orden und Bischof, die jetzt die Landschaft Nadrauen betraf. Das Drittel, das der Bischof von Samland zugesprochen bekam, lag westlich der späteren Stadt Insterburg und nördlich des Pregels.
Bischof Georg von Polenz trat auf dem Huldigungstag am 30. Mai 1525 die Landeshoheit über das Fürstbistum Samland an das Herzogtum Preußen ab.

## Untergliederung
Der Bischof übte seine Landeshoheit über einen Vogt aus, der seinen Sitz in Powunden hatte. Auch das Domkapitel hatte einen Vogt.
Dem Bischof unterstanden folgende Kammerämter, deren Mittelpunkt jeweils eine Burg nach Art einer Deutschordensburg war:
- Fischhausen mit der Burg Fischhausen (Hauptresidenz des Fürstbischofs)
- Georgenburg (Landschaft Nadrauen)
- Laptau
- Medenau
- Powunden
- Rinau (später umgewandelt in das Kammeramt Thierenberg)

Das Samländische Domkapitel hatte seinerseits Anspruch auf ein Drittel des Fürstbistums. Es verfügte deswegen über die Kammerämter
- Quednau (Samland) (Hauptresidenz des Domkapitels)
- Neuhausen (Samland)
- Saalau (Nadrauen)